# Piazza di Postierla

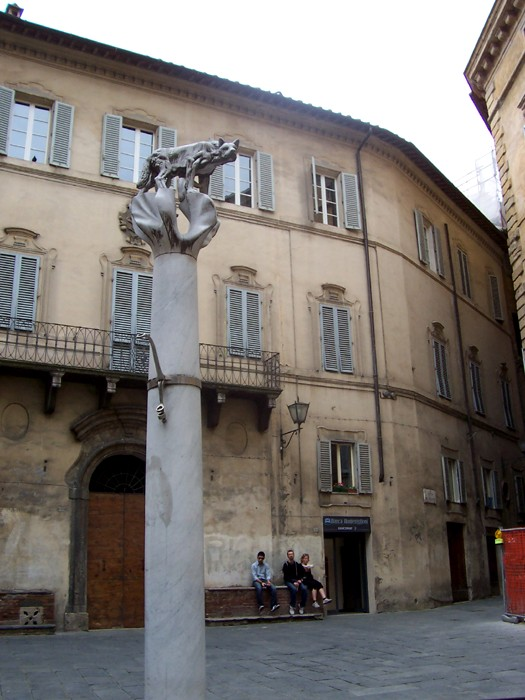
La colonne avec la Lupa senese à son sommet au centre de la place.

La Piazza di Postierla  est une place du centre historique de Sienne située à la fin de la via di Città (qui contourne le haut de la Piazza del Campo). Y débutent la via del Capitano (allant vers la Piazza del Duomo) et la via Stalloreggi.
Une colonne au centre de la place porte l'emblème  de la ville : la Lupa senese.
Une fontaine publique s'y trouve également, surmontée d'un aigle, ailes déployées.